# Lișceanți, Buceaci
Lișceanți (în ucraineană Ліщанці) este o comună în raionul Buceaci, regiunea Ternopil, Ucraina, formată numai din satul de reședință.

## Demografie
Componența lingvistică a comunei Lișceanți
     Ucraineană (99,72%)
     Alte limbi (0,28%)
Conform recensământului din 2001, majoritatea populației comunei Lișceanți era vorbitoare de ucraineană (99,72%), existând în minoritate și vorbitori de alte limbi.